# Маков Мазовецки
Ма̀ков Мазовѐцки или Ма̀кув Мазовѐцки (на полски: Maków Mazowiecki) е град в Полша, Мазовско войводство. Административен център е на Маковски окръг. Обособен е в самостоятелна градска община с площ 10,28 км2. Към 2011 година населението му възлиза на 9 755 души.